# 高橋正衛
高橋 正衛（たかはし まさえ、 1923年1月9日 - 1999年9月26日）は、日本の編集者、歴史学者、昭和史研究家。元みすず書房取締役。
筆名は渡辺正治。

## 略歴
青森県八戸市出身。1943年中央大学専門部経済学科卒業。同年12月学徒動員で入隊。1946年みすず書房の創立に加わり同書房に勤務。1963年から小尾俊人編集長と協力し企画、刊行した「現代史資料」は、1965年第13回菊池寛賞を受賞した。1991年に退職した後は、昭和史研究に従事。

## 著書
- 『二・二六事件――「昭和維新」の思想と行動』(中公新書, 1965年／増補改版1994年)
- 『昭和の軍閥』(中公新書, 1969年／講談社学術文庫, 2003年)